# Azonia
Azonia es un personaje femenino de ficción de la serie de animación "Robotech", originalmente aparecida en "Macross" con el nombre (Maruk) Lap'Lamiz (ラプラミズ- ra-pu-ra-miz, en la versión original japonesa). En Robotech solo conservó el nombre original como apellido, mientras que en la película "The Super Dimension Fortress Macross: Do You Remember Love?" recibió el nombre de Moruk Lap Lamiz (モルク•ラプラミズ en la versión japonesa.)

## Ficha técnica
Creadores:
- Shoji Kawamori - Creador de personaje.
- Haruhiko Mikimoto - Diseño de personaje.

Aparición:
- Anime: desde el capítulo 12 al 36 aunque no de forma ininterrumpida.
- Novelas por McKinney, desde la 4ª a la 6ª
- Varias colecciones de historietas.
- Película "The Super Dimension Fortress Macross: Do You Remember Love?", aunque sufre grandes modificaciones respecto a su encarnación en la serie, siendo personajes muy distintos.

- Datos: Q5715096